# Birda község
Birda község (románul: Comuna Birda) község Temes megyében, Romániában. Központja Birda, beosztott falvai Berekutca, Monostorszentgyörgy, Tárnokszentgyörgy.

## Népessége
A 2011-es népszámlálás adatai alapján a község népessége 1846 fő volt.

## Története
2004-ben vált ki Gátalja városból és szervezték önálló községgé.